# قوات الدفاع الجوي عن الإقليم (الجزائر)
قوات الدفاع الجوي عن الإقليم، هي وحدات في الجيش تابعة إلى القوات البرية الجزائرية للجيش الوطني الشعبي، سلاح الدفاع الجوي عن الإقليم في الجزائر يأتي في المرتبة العاشرة عالميا بفضل الأسلحة المتطورة والجاهزية.

## تاريخ

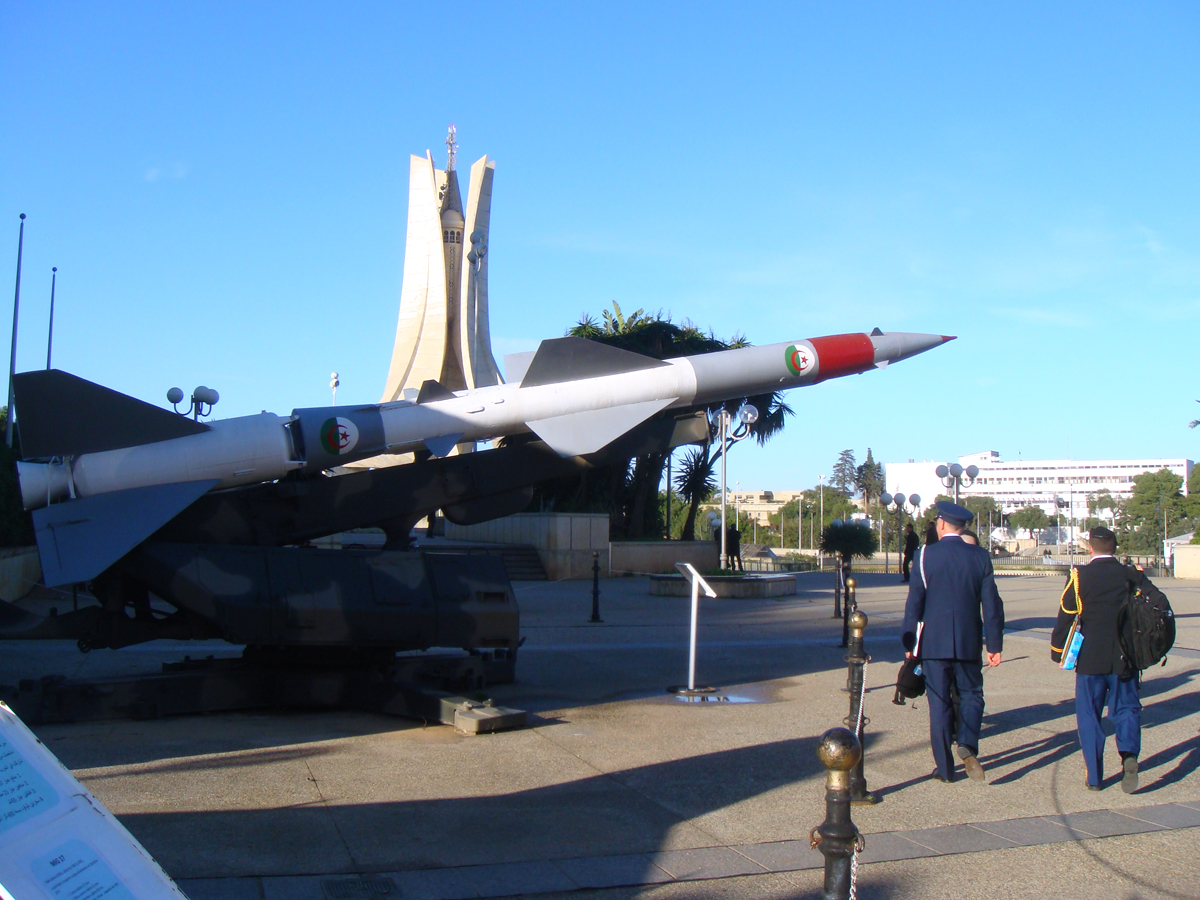
صواريخ حربية

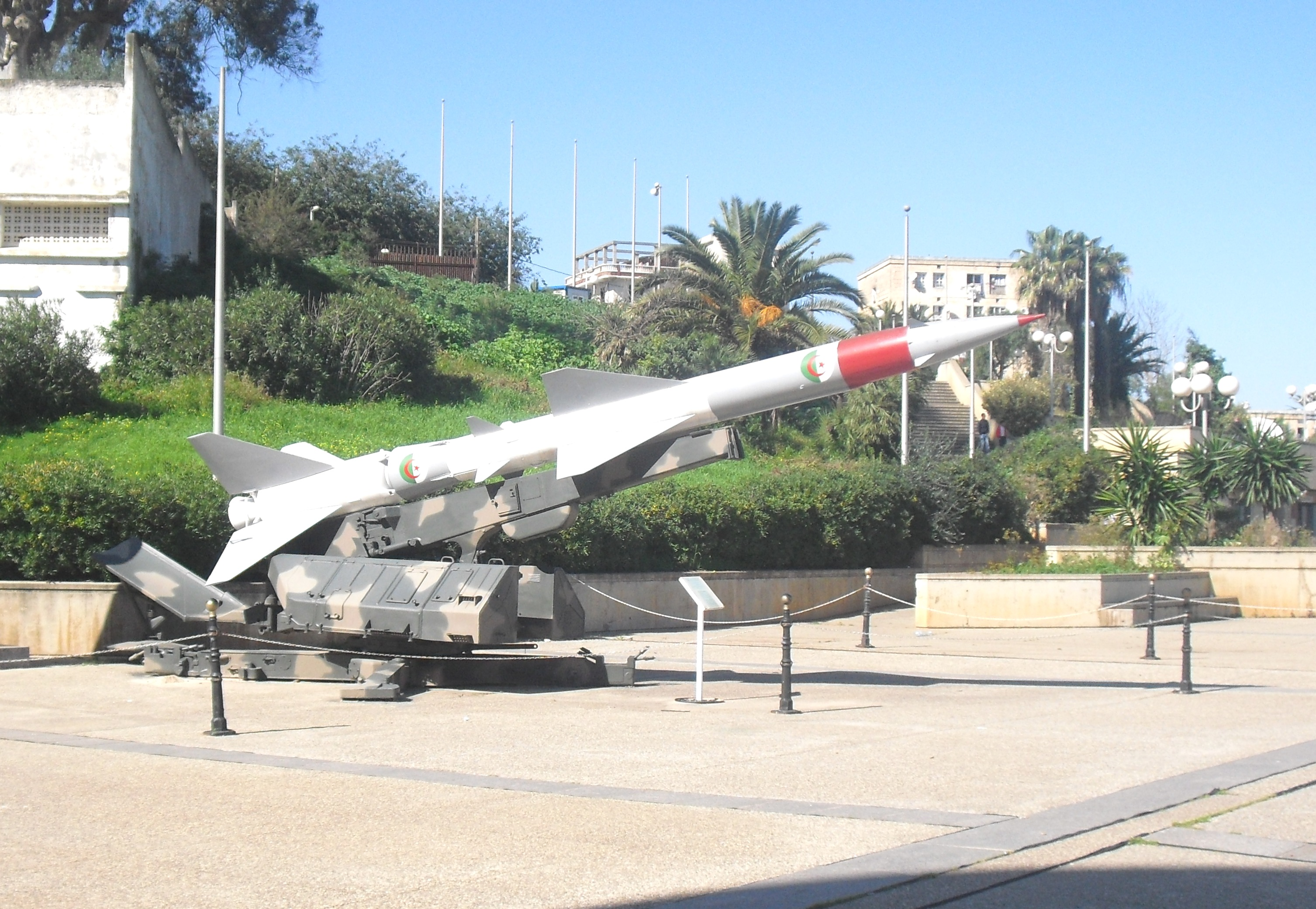
صواريخ

في يوم الاثنين الموافق للخامس من ديسمبر 1988م تم أنشاء قيادة الدفاع الجوي عن الإقليم التي كانت قبل ذلك وبداية من سنة 1986م عبارة عن مديرية تابعة لقيادة القوات الجوية الجزائرية وقد تم إنشاء هذه المديرية سنة 1981م في اطار السعي الجزائري لوضع قوات دفاع جوي قادرة على تادية مهامها الحساسة، ولان الدفاع الجوي كاي سلاح اخر فان كان للمعدات والتكتيكات اهمية كبيرة ومؤثرة فان الفرد هو المنفد والمشرف على السير الحسن لكل هذا والعمل على تطبيقه لانجاح المهام المسطرة وعليه فقد عملت القيادة الجزائرية على تكوين الفرد العسكري القادر على تنفيد المهام الموكلة اليه وخاصة حماية المجال الجوي الوطني من خلال المدارس العسكرية المتخصصة والتي تاتي على راسها المدرسة العليا للدفاع الجوي عن الإقليم بالرغاية، بداية المدرسة كانت سنة 1965م حيث تم إنشاء مركز التدريب بالرغاية التابع لمديرية الطيران العسكري ولم تحمل المدرسة اسمها الحالي الا سنة 1983م لتنطلق بداية من سنة 1989م في دورات الإتقان للضباط وبعدها بثلاثة سنوات انطلقت المدرسة في مسار تكوين الضباط في دورة القيادة والاركان، المدرسة العليا للدفاع الجوي من المدارس العسكرية العليا الجزائرية ذات المستوى التكويني الرفيع حيث يتلقى الطلبة التابعون للمدرسة تكوينا علميا، تقنيا، متخصصا في الدفاع الجوي وبعد هذا التكوين يستطيع الضباط المتخرجون المساهمة والمشاركة في العديد من العمليات ذات الصلة بميدان الدفاع الجوي نذكر:
- مراقبة المواصلات الجوية بالتعاون مع الطيران المدني فبداية من يوم الثلاثاء 15 جوان 1971م عرفت مراكز المراقبة الجهوية للحركة الجوية للطيران المدني تواجد ملحقين عسكريين للتنسيق.
- الدفاع عن المواقع الإستراتيجية للدولة ضد هجمات الطيران المعادية.
- مهام البحث للطائرات واطقامها في حالة البحث والنجدة.
- حماية المجال الجوي.

ويشكل نظام أس - 300 وأس - 400 ترايمف مع بطاريات بانتسير-اس1 وتور (نظام صاروخي) حاليا أهم سلاح تملكه قوات الدفاع الجوي إضافة إلى بطاريات سام 6 وبطاريات سام 3 وأنظمة سام 8، مدافع الشيلكا ذات 23 ملم والصواريخ المحمولة صاروخ إيغلا إضافة إلى امتلاكها أنواع عديدة من نظام رادار كولشوغا، وأس - 400 ترايمف، سلاح الدفاع الجوي عن الإقليم في الجزائر يأتي في المرتبة العاشرة عالميا، كما أكدت حصول الجزائر على منظومات دفاع جوي شديدة التعقيد من روسيا، أهمها النظام الروسي ”Pantsyr SA-22”، ثم نظام ”أس 300” الروسي أيضا، ومنظومات رادار روسية متطورة، علما أن ”قوات الدفاع الجوي عن الإقليم الجزائرية تطورت بسرعة خلال 12 سنة من 2002م إلى 2014م بتجديد ترسانة الصواريخ الروسية القديمة المضادة للطائرات، من أجل جعلها قابلة للاستغلال في أية مواجهة قادمة عبر اقتناء أنظمة إلكترونية من دول غربية.

## تعداد معدات القوات البرية
| العتاد                  | صورة           | بلد الاصل/الشراء | في الخدمة                                                                       | ملاحظات                                                    |
| أنظمة دفاع جوي          | أنظمة دفاع جوي | أنظمة دفاع جوي   | أنظمة دفاع جوي                                                                  | أنظمة دفاع جوي                                             |
| ----------------------- | -------------- | ---------------- | ------------------------------------------------------------------------------- | ---------------------------------------------------------- |
| أس - 300                |                | روسيا            | 8                                                                               |                                                            |
| بانتسير أس 1            |                | روسيا            | 108                                                                             | تملك الجزائر أحسن نسخة منه حيث يبلغ مداه 80 كلم بدل 20 كلم |
| SAM-6/8/7/9/13/14/16/18 |                | روسيا            | غير معروف                                                                       | تم تطوير كل البطاريات                                      |
| سام 3                   |                | الاتحاد السوفيتي | أعداد كبيرة                                                                     | تم تطويرها بزيادة مداها وسرعة الصاروخ                      |
| صاروخ S-200             |                | روسيا            | غير معروف                                                                       | تم تطويرها مؤخرا حيث وصل مداها بعد التطوير إلى 250 كلم     |
| أس - 400 ترايمف         |                | روسيا            | غير معروف                                                                       |                                                            |
| نظام صواريخ بوك         |                | روسيا            | 48                                                                              | صواريخ بوك 1 وبوك 2                                        |
| تور (نظام صاروخي)       |                | روسيا            | 24 بطاريات 70 بطاريات تور-M2 سلمت من روسيا في عام 2014 و 12 التالية في عام 2015 |                                                            |
| إيغلا                   |                | روسيا            | غير معروف                                                                       | يصنع محليا                                                 |
| إستريلا 2               |                | روسيا            | غير معروف                                                                       | يصنع محليا برخصة من روسيا ويسمى الصاعق                     |
| RBS 70                  |                | السويد           | 120                                                                             |                                                            |
| أنظمة مضادة للدروع      |                |                  |                                                                                 |                                                            |
| آر بي جي 7              |                | روسيا            | أعداد كبيرة                                                                     | يصنع محليا                                                 |
| صاروخ SPG-9             |                | روسيا            | أعداد كبيرة                                                                     | يصنع محليا                                                 |
| آر بي جي - 29           |                | روسيا            | أعداد كبيرة                                                                     | يصنع محليا                                                 |
| AT-1 Snapper            |                | روسيا            | 2250                                                                            |                                                            |
| AT-2 Swatter            |                | روسيا            | غير معروف                                                                       |                                                            |
| 9م113 كونكورس           |                | روسيا            | غير معروف                                                                       |                                                            |
| 9إم133 كورنت            |                | روسيا 20         | النسخة E تحصلت على النسخة M مؤخرا                                               |                                                            |